# Alte Sorge-Schleife

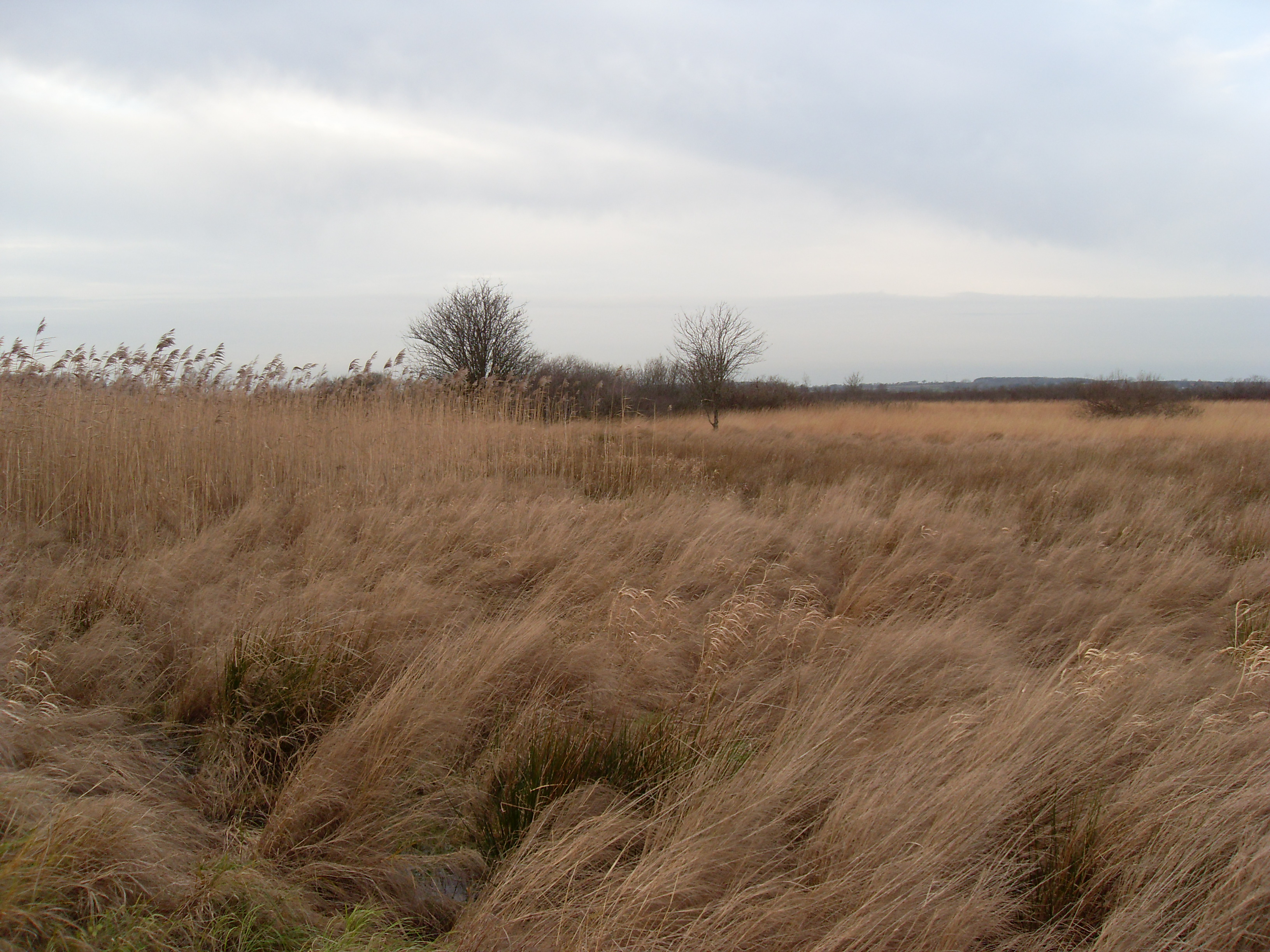
Ausgedehnte Schilf- und Feuchtgebiete im Naturschutzgebiet

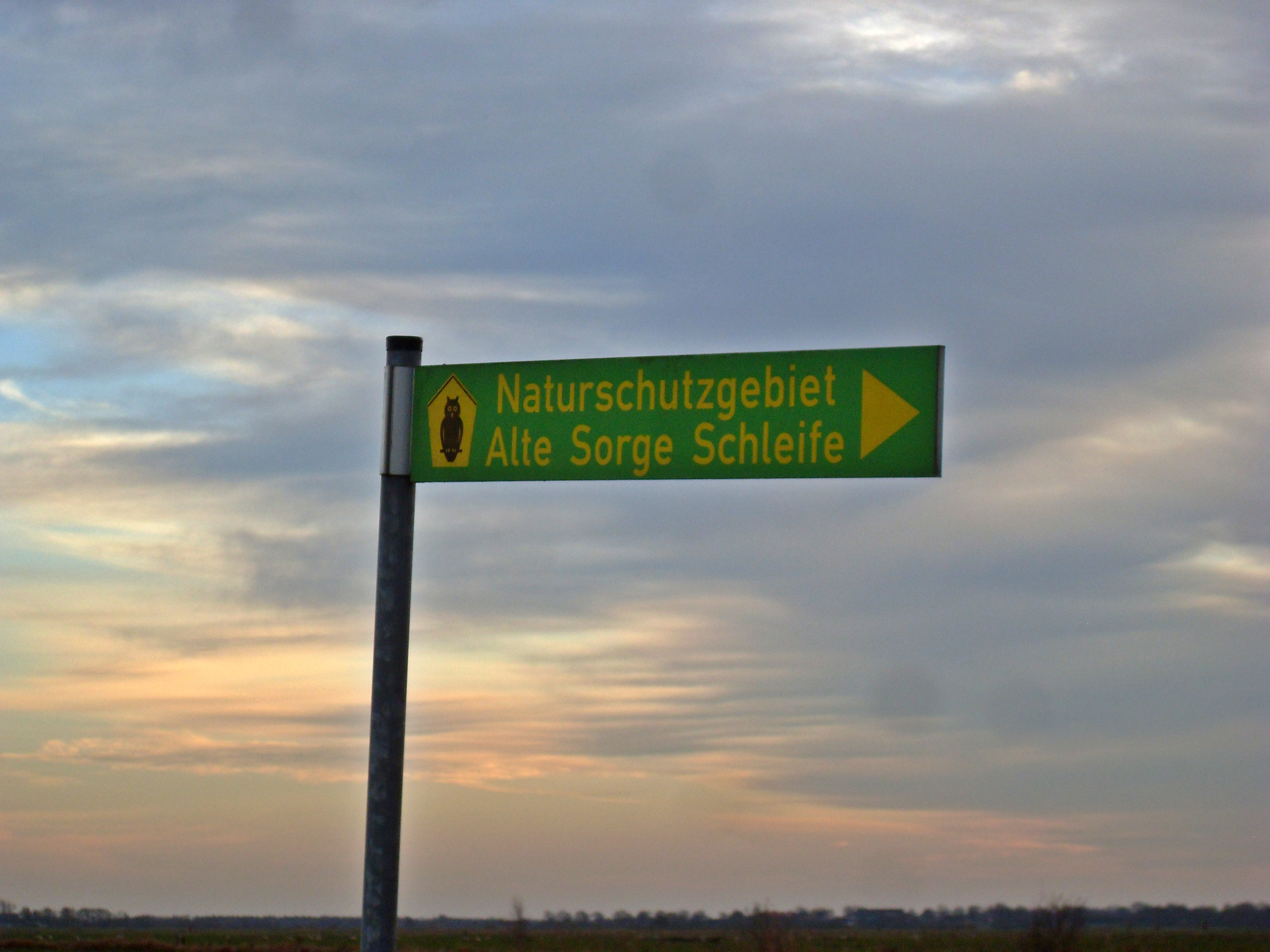
Hinweisschild zum Naturschutzgebiet

Die Alte Sorge-Schleife ist ein Naturschutzgebiet in den schleswig-holsteinischen Gemeinden Meggerdorf, Bergenhusen und Erfde im Kreis Schleswig-Flensburg.

## Bedeutung
Das rund 758 Hektar große Naturschutzgebiet ist unter der Nummer 144 in das Verzeichnis der Naturschutzgebiete des Ministeriums für Landwirtschaft, Umwelt und ländliche Räume eingetragen. Es steht seit dem 25. September 2009 unter Schutz und ersetzt das 1991 ausgewiesene, etwa 660 Hektar große Naturschutzgebiet gleichen Namens (Datum der Verordnung: 19. September 1991). Es ist zu einem großen Teil Bestandteil des FFH-Gebietes „Moore der Eider-Treene-Sorge-Niederung“ und nahezu vollständig Bestandteil des EU-Vogelschutzgebietes „Eider-Treene-Sorge-Niederung“. Für beide Natura 2000-Projekte wurde im Juni 2012 durch die Integrierte Station Eider-Treene-Sorge und Westküste der Projektgruppe Natura 2000 im Auftrag des Ministeriums für Landwirtschaft, Umwelt und ländliche Räume des Landes Schleswig-Holstein (MLUR) ein Managementplan für das Teilgebiet „NSG Alte Sorge-Schleife“ aufgestellt. Die Ländereien im Naturschutzgebiet gehören der Stiftung Naturschutz Schleswig-Holstein. Teile des Grünlandes im Naturschutzgebiet werden landwirtschaftlich extensiv genutzt. Das Naturschutzgebiet wird von der Naturschutzstation Eider-Treene-Sorge und Westküste betreut. Zuständige untere Naturschutzbehörde ist der Kreis Schleswig-Flensburg.

## Lage
Das Naturschutzgebiet liegt nordwestlich von Rendsburg und südöstlich von Husum innerhalb der Flusslandschaft Eider-Treene-Sorge. Es umfasst einen Teil der Alten Sorge zwischen Fünfmühlen im Norden und der Bundesstraße 202 im Süden und angrenzende Grünland- und Niedermoorflächen sowie das in diese eingebettete Colsrakmoor westlich von Meggerdorf.

## Alte Sorge
Die Alte Sorge ist ein Altarm der Sorge, der mittlerweile vom Flusslauf abgetrennt ist. Sie zeichnet sich durch ausgeprägte Mäanderschleifen aus. Die Alte Sorge wird von Feuchtgrünland sowie vielfach schmalen Röhrichtzonen begleitet. Durch Rückhaltung des Niederschlagswassers können der Wasserstand der Alten Sorge kontrolliert angehoben und so weite Grünlandbereiche flach überflutet werden. Die Alte Sorge entwässert über Große Schlote und Neue Schlote in die Eider.

## Flora und Fauna
Teile der Grünlandbereiche werden extensiv beweidet, andere unter Berücksichtigung der Naturschutzbelange spät gemäht. Das Naturschutzgebiet ist so ein wichtiger Lebensraum u. a. für Watvögel und andere Vogelarten sowie Amphibien. In den Wintermonaten ist das Gebiet Rast- und Überwinterungsgebiet für Wat- und Wasservögel, darunter beispielsweise Zwergschwäne, für die die Eider-Treene-Sorge-Niederung ein bedeutender Rastplatz ist.
Die Grünlandbereiche sind Lebensraum für zahlreiche Wat- und Wiesenvögel. So kommen hier z. B. Bekassine, Großer Brachvogel, Uferschnepfe, Kiebitz, Wiesenpieper, Feldlerche und Braunkehlchen vor. Weißstorch und Wiesenweihe nutzen das Gebiet zur Nahrungssuche. Auf den Feuchtwiesen wachsen u. a. Wiesenschaumkraut, Kriechender Hahnenfuß und Kuckuckslichtnelke.

## Colsrakmoor
Das Colsrakmoor, ein degeneriertes Hochmoor, wird von Hochmoorresten, Hochstaudenfluren und Grünlandbrachen sowie Moorwäldern geprägt. Es wird seiner natürlichen Entwicklung überlassen.
Durch Teile des Colsrakmoors sowie angrenzender Grünlandbereiche verlaufen Wanderwege. Im Süden quert der Bahndamm der ehemaligen Bahnstrecke Rendsburg–Husum das Naturschutzgebiet. Auf dem ehemaligen Bahndamm verläuft der Eider-Treene-Sorge-Radweg.